# Shuilingornis
Shuilingornis (il cui nome significa "uccello carino e vivido") è un genere estinto di uccelli euorniti gansuidi vissuto nel Cretaceo inferiore (Aptiano), in quella che oggi è la Formazione Jiufotang della Cina. Il genere contiene una singola specie, la specie tipo S. angelai, nota per uno scheletro articolato quasi completo. Il nome del genere Shuilingornis è composto dal termine cinese shuiling, che significa "carino e vivido", e e dal greco ornis ossia "uccello". Il nome della specie, angelai, rende omaggio al giornalista scientifico e divulgatore italiano Piero Angela, per il suo straordinario contributo alla divulgazione della conoscenza scientifica e alla promozione del pensiero razionale.

## Descrizione
L'esemplare olotipo di Shulingornis (esemplare LY2022JZ3002), uno scheletro quasi completo e articolato conservato su un'unica lastra, delle dimensioni di un grosso merlo. L'analisi istologica della sezione di osso prelevata dall'ulna indica che l'esemplare era un giovane adulto al momento della morte. Ad eccezione della zona pelvica incompleta, lo scheletro è ben conservato e solo moderatamente compresso dalla fossilizzazione. Oltre allo scheletro, il fossile preserva alcune tracce delle piume, in particolare a livello delle mani, e due macule brunastre in corrispondenza della cavità oculare e della zona pelvica, che rappresentano tracce di tessuti molli. La macula oculare è interpretata dagli autori come la parziale fossilizzazione della retina dell'occhio. L'analisi delle tracce di parti molli nella zona pelvica viene interpretata come la fossilizzazione di tessuto viscerale.

## Classificazione
Gli autori della descrizione di Shulingornis hanno analizzato le sue affinità evolutive in analisi filogenetica. Shulingornis risulta in una linea genealogica distinta ma pur sempre prossima a quella del gruppo da cui originano gli uccelli moderni. Di questo gruppo, i Gansuidae, fanno parte anche altri taxon cinesi del Cretaceo inferiore, come Gansus, Iteravis, Khinganornis e Changzuiornis, oltre all'enigmatico Hollanda, dal Cretaceo superiore della Mongolia. Sebbene Shuilingornis appaia una forma relativamente meno specializzata rispetto agli altri gansuidi (alcuni dotati di zampe posteriori che mostrano adattamenti al nuoto, altri caratterizzati da musi più allungati), esso mostra una curiosa dentatura che potrebbe indicare l'adattamento ad una dieta particolare.